# Le Tremblay-Omonville
 Le Tremblay-Omonville  là một xã thuộc tỉnh Eure trong vùng Normandie miền bắc nước Pháp.